# Gérard Kobéané

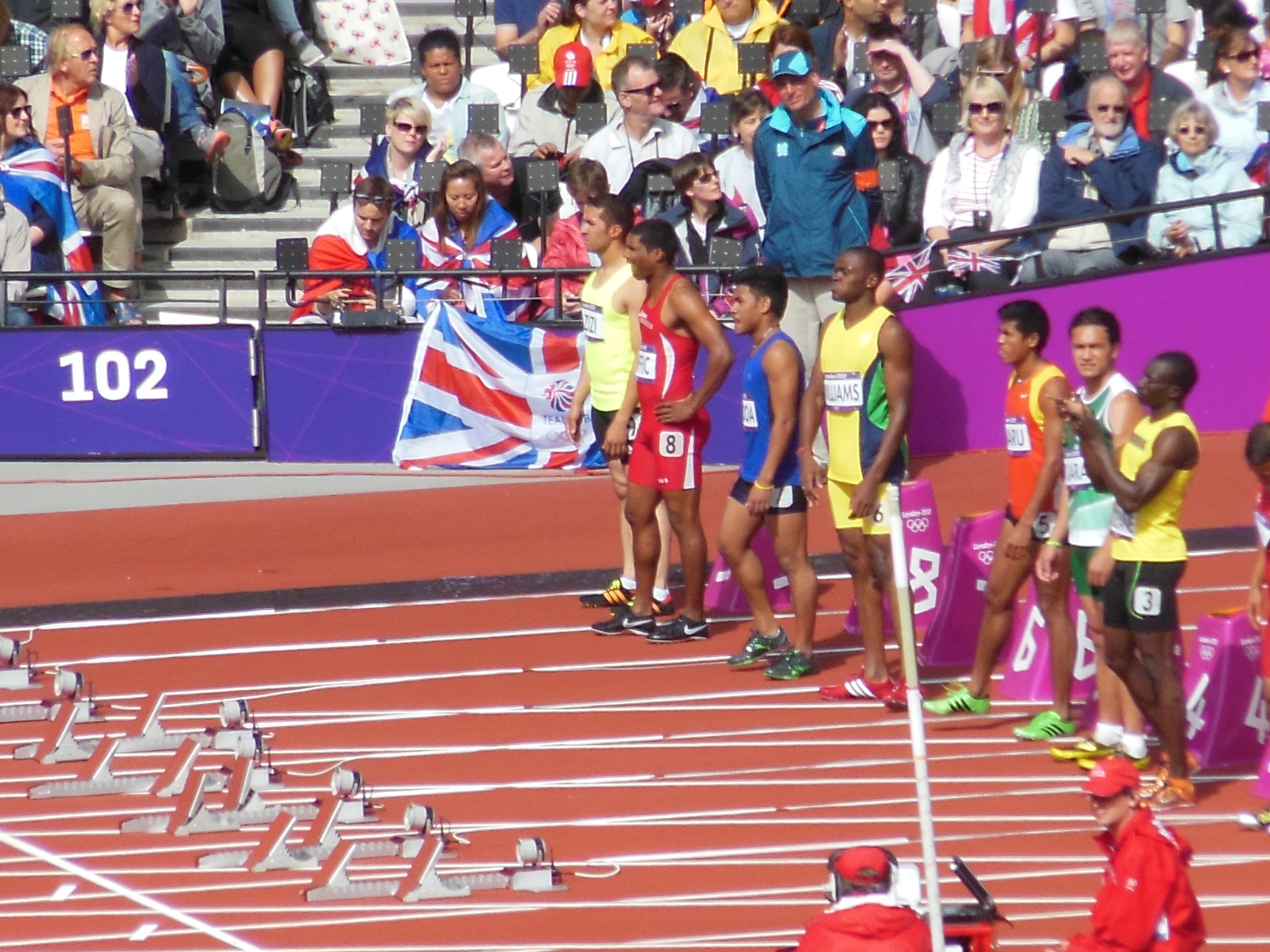
Kobéané (el primero de la derecha) antes del inicio de las series 4 del 100 m en los Juegos Olímpicos de 2012.

Gérard Kobéané (Karankaso-Vigué, Burkina Faso, 24 de abril de 1988) es un atleta burkinés. Representó su país en los Juegos Olímpicos de Londres 2012. Compitió en las carreras de 100 metros.